# Reduvius sonoraensis
Reduvius sonoraensis es una especie perteneciente al género Holotrichius y al orden Hemiptera, que son también conocidos con el nombre de chinches asesinas (Reduviidae).

## Distribución
Esta especie se la encuentra en América Central y América del Norte. Puede tener dos tipos que son perceptiblemente diferentes en el quinto estadio: aquellos con almohadillas de alas cortas y aquellos con almohadillas de alas largas. También se ha planteado que podrían ser transmisores de la enfermedad de Chagas.